# Plumularia meretriacia
Plumularia meretriacia är en nässeldjursart som beskrevs av Watson 1973. Plumularia meretriacia ingår i släktet Plumularia och familjen Plumulariidae. Inga underarter finns listade i Catalogue of Life.